# Тамбовская губернская учёная архивная комиссия
Тамбовская губернская учёная архивная комиссия — научное историческое и краеведческое общество, второе в России по времени создания.

## История
Впервые вопрос о возможности организации в Тамбовской губернии научного общества был поставлен перед губернатором А. А. Фредериксом в 1882 году. Губернский город Тамбов являлся типичным русским провинциальным центром, обладавшим определенными культурно-просветительскими и историко-краеведческими традициями. В 1833 году по инициативе местных любителей чтения здесь была основана одна из первых в российской провинции публичных библиотек; В 1879 году был создан губернский историко-этнографический музей.Личное знакомство инициатора создания губернских архивных комиссий Н. В. Калачова с талантливым провинциальным историком И. И. Дубасовым, во многом предопределило выбор Тамбова для учреждения в нём одной из первых учёных архивных комиссий:

На нём главным образом основана моя надежда открыть в Тамбове комиссию для описания музейных древностей и архивов, без него же нечего и начинать… Тамбов — такой город, в котором, если теперь нельзя осуществить мой проект, то едва ли он окажется вообще осуществимым
Открытие Тамбовской учёной архивной комиссии состоялось 12 июня 1884 года. Она стала второй после Орловской (открывшейся 11 июня) из четырёх первоначально предполагавшихся к учреждению.
В первый год её существования членами были 23 человека — большинство из них принадлежало к числу представителей местной интеллигенции. Первоначально заседания комиссии проходили на квартире И. И. Дубасова или в здании Екатерининского учительского института, затем — в собственном помещении (с 1887 по 1917 год  Тамбовская губернская учёная архивная комиссия находилась в здании, где теперь размещается Управление Федеральной почтовой службы по Тамбовской области, — на Советской улице 114).

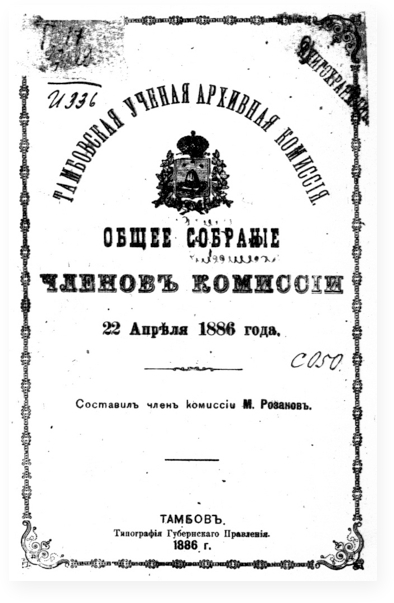
Журнал Общего собрания членов Тамбовской архивной комиссии
22 апреля 1886г.

Архивной комиссией был собран ряд древних документов: указы и грамоты царей (подлинники и копии) о пожаловании поместий, присылке сведений о литовских пленных (1658); фотокопии резолюции Петра I (1721); писцовые, отказные книги, выписи из писцовых (в т.ч. 1609 года) и строельных книг, купчие крепости, челобитные, отдельные и полюбовные записи, межевые выписи, квитанции о приеме пошлин; дело о насильственном захвате промышленником Г. Д. Строгановым лугов и сенных покосов у крестьян (1697). Были составлены сведения (анкеты) об археологических и других памятниках старины со списками поселений, рек, ручьёв, урочищ; описания церквей и монастырей Моршанского уезда, составленные членами комиссии по писцовым и переписным книгам, схематические планы курганов, городков, пещер Саровской пустыни, рисунки земельных валов (Тамбовская и Козловская сторожевая черта), изображения гербов Норцовых, Мартыновых, Слепцовых. К 1904 году в архиве комиссии насчитывалось около 5 тысяч документов.
В период 1884—1918 годы было издано 58 выпусков «Известий Тамбовской учёной архивной комиссии». Первые 12 из них вышли без обозначения порядкового номера под названием журналов общего собрания. С 1887 года очередные выпуски стали нумероваться (с вып. XIII) и выходить под названием «Известия Тамбовской Учёной архивной комиссии».
Комиссия была упразднена декретом СНК РСФСР от 31 марта 1919 года; на её базе был создан Государственный архив Тамбовской области.

## Председатели комиссии
- И. И. Дубасов (1884—1898)[7]
- А. Н. Норцов (1900—1918)

## Действительные члены комиссии
Своей плодотворной деятельностью в годы XIX столетия комиссия была обязана прежде всего группе энтузиастов, составивших её ядро: П. И. Пискарёву, В. В. Соловскому, М. Г. Розанову, П. А. Дьяконову, И. В. Староградскому, С. К. Платоновой, А. А. Курбатову. По словам И. И. Дубасова, это были люди, «горячо преданные истории и археологии Тамбовского края… с тем огоньком практической любви к науке, который обыкновенно не угасает».
В XX веке своей активностью выделялись А. А. Щёголев, В. И. Конобеевский, В. В. Лебедев, А. И. Самоцветов, П. Л. Киреев, Н. А. Щеглов, Н. И. Орлов. Ходатайствуя в 1905 году о награждении двух последних орденами за успехи на организационном и научном
поприще, А. Н. Норцов писал, что они являлись «самыми бескорыстными и усердными моими сотрудниками… Только благодаря прекрасному отношению гг. Орлова и Щеглова к научным задачам комиссии, она была поставлена на степень почетной известности, ныне ею занимаемой».
Важную роль играли иногородние члены комиссии: начальник отделения Московского архива министерства юстиции И. Н. Николев, библиотекарь Московского главного архива Министерства иностранных дел И. Ф. Токмаков, директор С-Петербургской Публичной библиотеки академик А. Ф. Бычков, библиотекарь Московского исторического музея А. И. Станкевич.